# 敖包圪瘩
敖包疙瘩又称俄博疙瘩、马蹄岭、阿保疙瘩，位于中国宁夏回族自治区银川市贺兰县，是贺兰山的主峰及最高峰。